# SønderjyskE Ishockey
Pour le club omnisports, voir SønderjyskE.
Le SønderjyskE Ishockey est un club de hockey sur glace de Vojens au Danemark. Il évolue en Metal Ligaen l'élite danoise. Il fait partie du club omnisports du SønderjyskE.

## Historique
Le club est créé en 1963 sous le nom de Vojens IK. En 1997, il est renommé Vojens Lions.
En 2003, il change encore de nom pour devenir le IK Sønderjylland. En 2005, le club devient le SønderjyskE Ishockey. Il a remporté la Metal Ligaen à dix reprises.

## Palmarès
Compétitions nationales
- Vainqueur de la Metal Ligaen : 1979, 1980, 1982, 2006, 2009, 2010, 2013, 2014, 2015, 2024.
- Vainqueur de la 1. division : 1989

Compétitions européennes
- Vainqueur de la Coupe continentale : 2020

## Frøs Arena

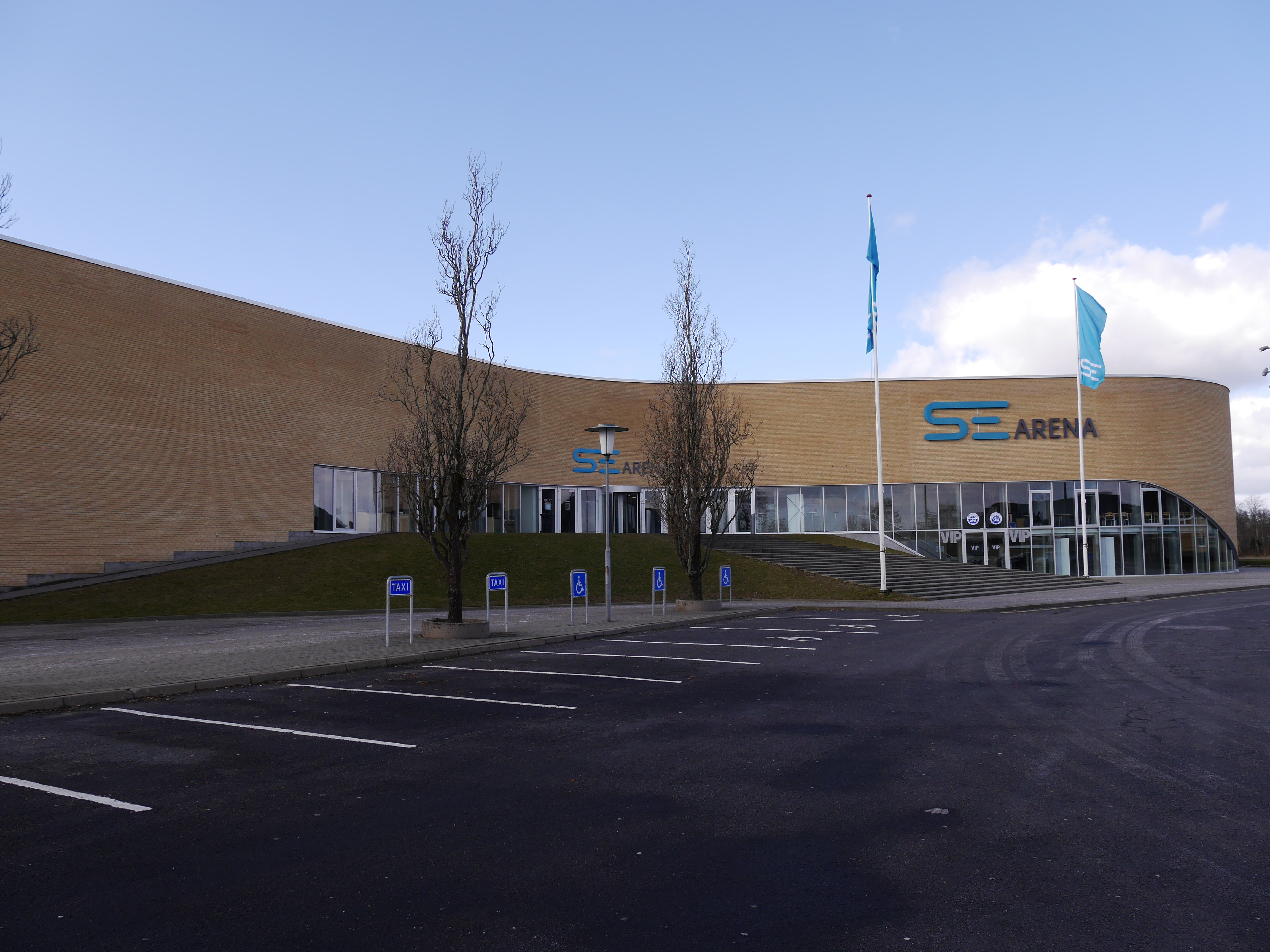
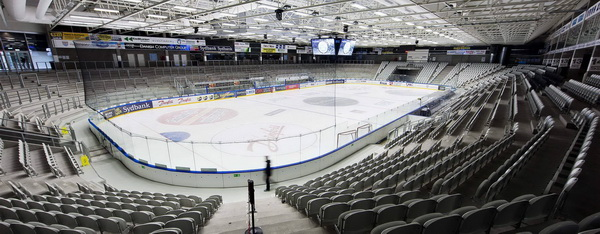

## Joueurs
| No    | Nom                     | Nat. | Position  | Arrivée                          |
| ----- | ----------------------- | ---- | --------- | -------------------------------- |
| +001, | Tobias Vilykke          |      | Gardien   | Formé au club                    |
| +031, | Patrick Galbraith       |      | Gardien   | 2018 - Nottingham Panthers       |
| +095, | Nicolaj Henriksen       |      | Gardien   | 2019 - Esbjerg Energy            |
| +007, | Rasmus Schultz Lyø      |      | Défenseur | 2018 - Unibet Stars Gentofte     |
| +018, | Daniel König            |      | Défenseur | Formé au club                    |
| +022, | Daniel Galbraith        |      | Défenseur | 2011 - Tingsryds AIF             |
| +024, | Matthew Spencer         |      | Défenseur | 2023 - HC Pustertal-Val Pusteria |
| +048, | Gustav Nielsen          |      | Défenseur | 2023 - Hudiksvalls HC            |
| +056, | Oliver Gatz             |      | Défenseur | 2019 - Aalborg Pirates           |
| +088, | Oscar Schulze           |      | Défenseur | 2023 - Esbjerg Energy            |
| +003, | Mathias Kløve           |      | Attaquant | Formé au club                    |
| +008, | Villiam Haag            |      | Attaquant | 2022 - Södertälje SK             |
| +011, | Nikolaj Krag            |      | Attaquant | 2022 - Frederikshavn White Hawks |
| +014, | Gabriel Desjardins      |      | Attaquant | 2022 - Dundee Stars              |
| +025, | William Boysen          |      | Attaquant | 2020 - Rungsted Seier Capital    |
| +027, | Mathias Borring         |      | Attaquant | Formé au club                    |
| +036, | Max Tjernström          |      | Attaquant | 2022 - MODO Hockey               |
| +039, | Jacob Schmidt-Svejstrup |      | Attaquant | 2023 - Université Clarkson       |
| +061, | Anders Biel             |      | Attaquant | Formé au club                    |
| +062, | Jonas Borring Hansen    |      | Attaquant | Formé au club                    |
| +064, | Mikkel Skov             |      | Attaquant | Formé au club                    |
| +075, | William Pelletier       |      | Attaquant | 2023 - Hockey Club Thurgovie     |
| +082, | David Madsen            |      | Attaquant | 2023 - Rungsted Seier Capital    |
| +091, | Valdemar Ahlberg        |      | Attaquant | 2022 - Esbjerg Energy            |